# Sân bay Kerama
Sân bay Kerama (慶良間空港 (Khánh Lương Gian không cảng) Kerama Kūkō) (IATA: KJP, ICAO: ROKR) phục vụ quần đảo Kerama thuộc huyện Shimajiri, tỉnh Okinawa, Nhật Bản. Sân bay nằm tại Đảo Fukaji (外地島 (Ngoại Địa đảo) Fukaji-jima), là một phần của làng Zamami. Sân bay được nối bằng các cầu đường bộ với các đảo Geruma và Aka.
Chính quyền tỉnh điều hành hoạt của sân bay Kerama và nó được phân loại là sân bay hạng 3. Kerama đã liên tục có các chuyến bay thương mại xuất phát từ năm 1984. Năm 2006 Ryukyu Air Commuter đã treo các chuyến bay đến sân bay này.